# William S. Archer

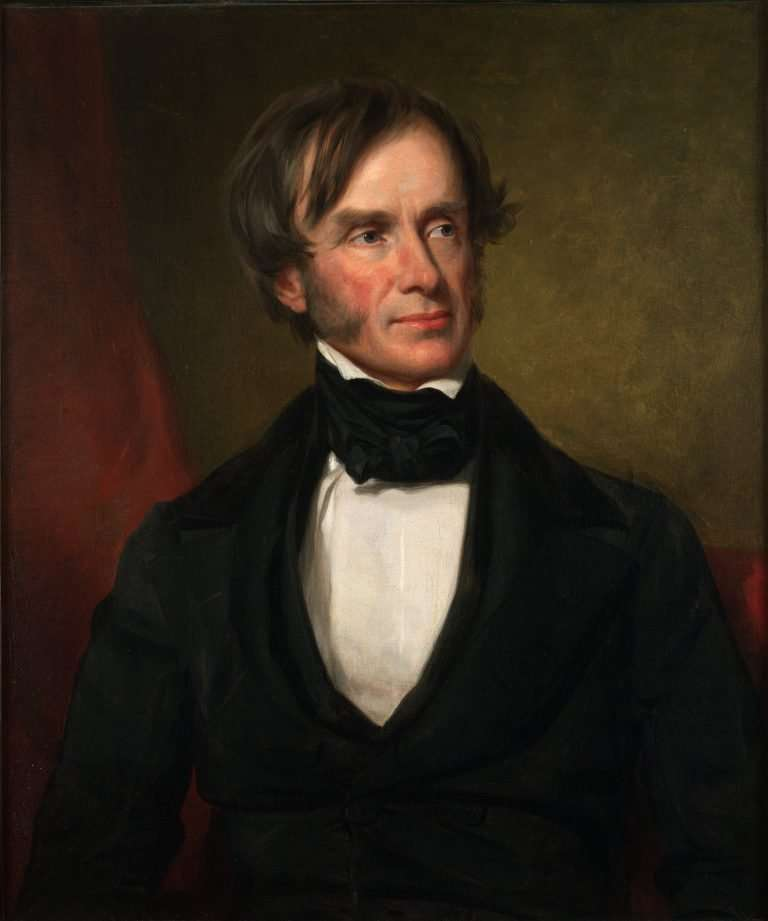
William S. Archer

William Segar Archer (* 5. März 1789 im Amelia County, Virginia; † 28. März 1855 ebenda) war ein US-amerikanischer Politiker (Whig Party), der den Bundesstaat Virginia in beiden Kammern des Kongresses vertrat.
Archer, dessen Onkel Joseph Eggleston zwischen 1798 und 1801 für Virginia im US-Repräsentantenhaus saß, wurde zunächst privat unterrichtet und machte dann 1806 seinen Abschluss am College of William & Mary in Williamsburg. Er studierte im Anschluss Rechtswissenschaften, wurde 1810 in die Anwaltskammer aufgenommen und praktizierte danach im Amelia County sowie im Powhatan County.
Seine politische Laufbahn begann im Abgeordnetenhaus von Virginia, dem er von 1812 bis 1819 angehörte. Am 3. Januar 1820 zog Archer als Nachfolger des zurückgetretenen James Pleasants ins Repräsentantenhaus in Washington, D.C. ein. Er wurde sechsmal im Amt bestätigt und behielt sein Mandat bis zum 3. März 1835. Während dieser Zeit war er unter anderem Vorsitzender des außenpolitischen Ausschusses. Er gehörte überdies einem Sonderausschuss an, der mit der Abfassung des Missouri-Kompromisses betraut war, und hatte auf dessen Ausformulierung großen Einfluss. 1834 kandidierte er erneut, unterlag aber John Winston Jones.
1840 wurde Archer für die Whigs in den Senat der Vereinigten Staaten gewählt. Dort verbrachte er zwischen dem 4. März 1841 und dem 3. März 1847 eine komplette Legislaturperiode und war auch in dieser Parlamentskammer Vorsitzender des außenpolitischen Ausschusses sowie des Marineausschusses.
Nachdem er bei der Wahl an Robert M. T. Hunter unterlegen war, arbeitete Archer wieder als Jurist. Er starb 1855 auf seiner Plantage „The Lodge“ im Amelia County. Er war Sklavenhalter.